# 414 Tankbataljon
414 Tankbataljon (Duits: Panzerbataillon 414) is een Duits-Nederlandse tankeenheid. De 18 Leopard 2-tanks van het Nederlandse eskadron worden geleased van het Duitse leger. Het bataljon bestaat uit ongeveer 350 Duitse en 100 Nederlandse militairen. Het bataljon is gelegerd in Lohheide bij Bergen in de Duitse deelstaat Nedersaksen.

## Geschiedenis
Het bataljon werd opgericht in 2015 en moet volledig inzetbaar zijn in 2020. De eenheid is voortgekomen uit het 22e en 23e Pantserregiment van de 9e Pantserdivisie van de Oost-Duitse Nationale Volksarmee. Sinds 1991 was het bataljon onderdeel van de Duitse 41e Brigade Pantsergrenadiers in Spechtberg-Torgelow.
Op 17 maart 2017 werd 414 Tankbataljon (414 Tkbat) onder bevel gesteld van de 43 Gemechaniseerde Brigade van de Koninklijke Landmacht. Deze brigade is weer onderdeel van de Duitse 1e Pantserdivisie.

## Indeling
414 Tankbataljon kent de volgende indeling:
- Staf (DE, deels NL)
- 1e Staf- en verzorgingseskadron (DE, deels NL)
- 2e Tankeskadron (DE)
- 3e Tankeskadron (DE)
- 4e Tankeskadron (NL)
- 5e Tankeskadron (DE/NL, reserve)[4]

Van de 100 Nederlandse cavaleristen zijn er 72 tankbemanningslid. De overige 28 personen hebben een staf-, onderhouds of ondersteunende functie. Het Nederlandse tankeskadron is uitgerust met 17 tanks (een tank voor de eskadronstaf en vier pelotons met elk vier tanks). In totaal gaat de eenheid beschikken over 49 tanks.

## Bewapening
Het hoofdwapen van het bataljon is de Leopard 2 A6-gevechtstank. Als de eenheid volledig operationeel is zal het beschikken over 49 tanks. In 2018 worden 17 tanks verbeterd tot niveau Leopard 2A6MA2 door het installeren van een gevechtsveld-bewakingssysteem. Met dit systeem kunnen de tanks digitaal communiceren met Nederlandse eenheden. Verder krijgen de tanks een zogenaamd Battle Management System waarmee eigen troepen kunnen worden onderscheiden van vijandelijke. Dit is vergelijkbaar met het IFF-systeem voor vliegtuigen. Dit wordt gedaan met het oog op deelname van 414 Tkbat aan de Very High Readiness Joint Task Force (VJTF) van de NATO Response Force in 2019.

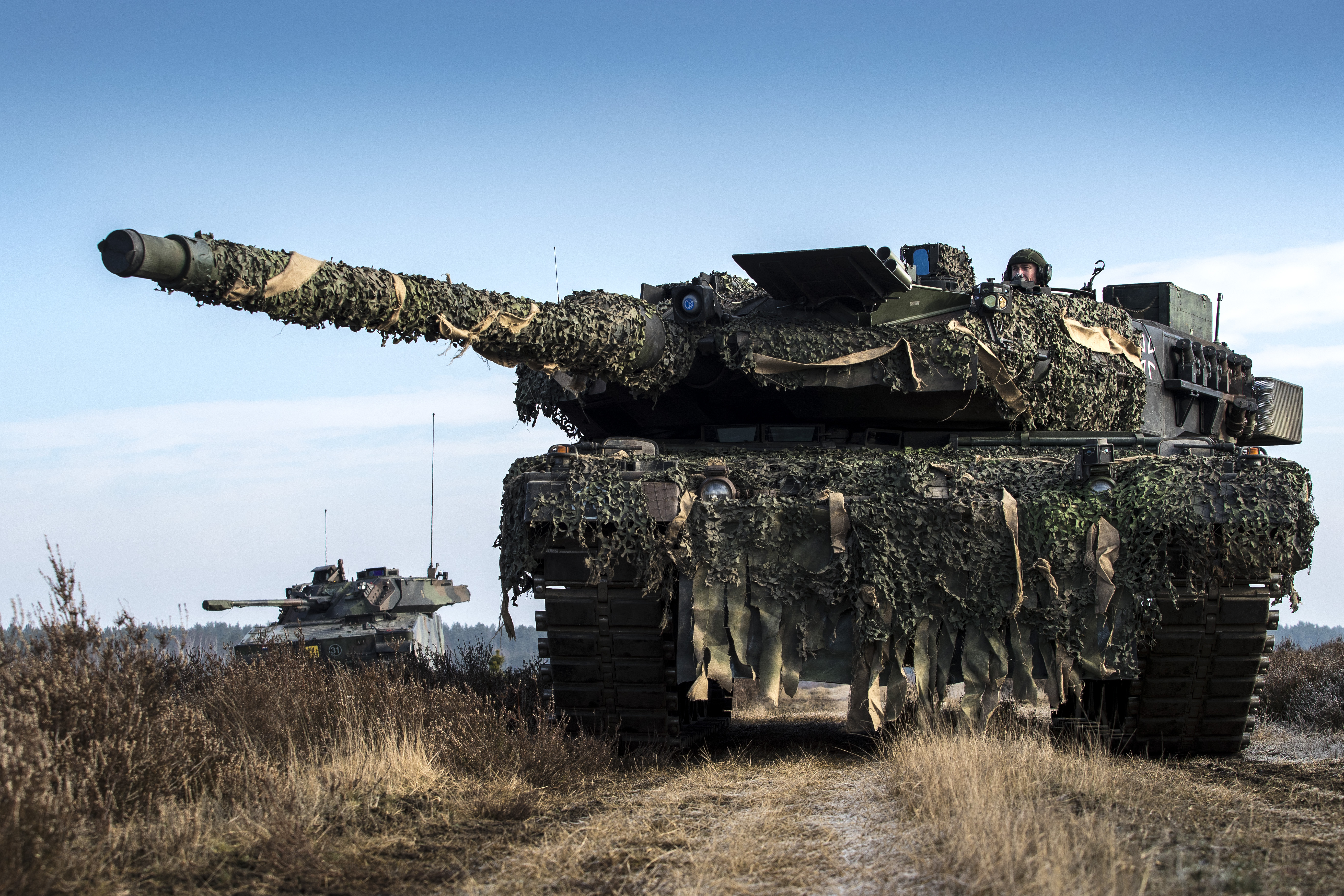
Gezamenlijk optreden van een Duitse Leopard en een Nederlandse CV90NL van 43 Mechbrig. Oefening Peacock Supremacy in Klietz (D), 15 februari 2018.